# Diafonia
La diafonia (in inglese crosstalk), in telecomunicazioni ed elettronica, indica il rumore o interferenza elettromagnetica che si può generare tra due cavi vicini di un circuito o di un apparato elettronico.

## Causa e descrizione
La causa è il campo elettromagnetico tempo-variabile che si genera attorno a un cavo in cui passa corrente non costante (segnale) generando uno scambio di energia da una linea all'altra, all'interno dello stesso conduttore, creando un disturbo indesiderato (la diafonia appunto). Questo campo magnetico variabile può indurre, in un cavo vicino, una differenza di potenziale e quindi una corrente indotta spuria. In particolare, quando si ha un circuito "sorgente" alimentato da una tensione e corrente, esso produce un campo elettromagnetico, in cui è immerso il circuito "ricevitore". Nel secondo circuito si indurrà una corrente (e quindi una tensione).
Si intuisce, anche da questa descrizione semplicistica, che il fenomeno della diafonia appartiene al sistema stesso e quindi non è un problema di emissioni condotte o irradiate.

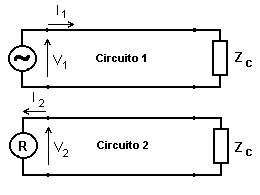
Crosstalk

Questo fenomeno è particolarmente indesiderato nel campo delle comunicazioni quando si usano cavi elettrici per trasportare dati o segnali (voce, video etc). Se i cavi non sono opportunamente schermati, si possono generare dei disturbi sui livelli di tensione che possono generare errori nell'apparato ricevente, con conseguente perdita di dati, o peggioramento della qualità della comunicazione sia in termini di rapporto segnale/rumore sia in termini di velocità di trasmissione. Queste problematiche sono invece assenti con l'utilizzo della fibra ottica e delle relative comunicazioni ottiche.
Un altro campo in cui questo effetto ha rilevanza è nella progettazione e fabbricazione dei circuiti integrati in tecnologie submicrometriche (es. 65 nm). A causa della grande densità di componenti elettronici che si raggiunge in questi dispositivi, e alle distanze ridottissime, gli effetti di crosstalk sono da tenere in attenta considerazione durante la progettazione.

## Esempi

### Elettronica
In modo analogo, questo parametro è impiegato in elettronica prevalentemente quando si lavora con deboli segnali, specie nell'amplificazione audio e in genere nel trattamento del suono. Uno dei parametri indicatori della qualità di un'apparecchiatura stereofonica, sia un amplificatore, un lettore CD, una testina fonografica o un mixer multicanale, è costituito dalla diafonia, un dato espresso in decibel. Minore è questo valore, migliore risulta la separazione dei canali: in altre parole, in un circuito amplificatore avente l'alimentazione in comune, inevitabilmente una piccola porzione del segnale in transito si riversa nel canale adiacente. Questo fenomeno si può ridurre ma non eliminare completamente e in genere non comporta grossi problemi, tuttavia, nel settore dell'alta fedeltà di classe elevata, per soddisfare gli audiofili più esigenti, i costruttori propongono sistemi audio costituiti da apparecchiature monofoniche, ovverosia un amplificatore dedicato al canale sinistro e un amplificatore dedicato al canale destro: questa soluzione, decisamente più costosa, è adottata anche per altre ragioni e migliora comunque la diafonia di un impianto audio.

### Telefonia
Il fenomeno si manifesta quando più circuiti sono vicini, ad esempio quando più coppie di conduttori (doppini) sono contenute in un unico cavo.
La diafonia viene distinta in paradiafonia e telediafonia.
A ――――→ B (1)
C ――――→ D (2)
Si ha paradiafonia quando il telefono A del circuito (1) genera un disturbo ricevuto dal telefono C del circuito (2).
Si ha telediafonia quando il telefono A del circuito (1) genera un disturbo ricevuto dal telefono D del circuito (2)
Il circuito (1) si definisce disturbante, il circuito (2) si definisce disturbato.